# Kujata
Kujata é segundo um mito islâmico, um grande touro dotado de quatrocentos olhos, de quatrocentas orelhas, de quatrocentas ventas, de quatrocentas bocas, de quatrocentas línguas e de quatrocentos pés. Para ir de um a outro olho, ou de uma orelha a outra bastam quinhentos anos. Quem sustenta Kujata é o peixe Bahamut; sobre o lombo do touro há uma rocha de rubi, sobre a rocha um anjo e sobre o anjo nossa terra.